# UPGMA
UPGMA (Unweighted Pair Group Method with Arithmetic mean) és el nom en anglès d'un algorisme d'agrupament jeràrquic (clustering). Aquest mètode permet la transformació d'una matriu de distàncies (entre diferents organismes, poblacions o seqüències de nucleòtids) en un arbre arrelat. La matriu proporciona la unió de les distàncies entre tots els parells d'elements. L'algorisme funciona per iteracions successives, que redueixen progressivament la mida de les matrius.
Una de les seves aplicación és la construcció d'arbres filogenètics. Ara bé, aquest mètode simple i ràpid presenta, tanmateix, nombres esbiaixats. Les limitacions de l'UPGMA són tals que l'algorisme no té més que un interès històric i ha estat desplaçat per mètodes més avançats (com el Neighbor-joining o la parsimònia en un primer moment fins que actualment, en filogenètica, s'usen el màxim de versemblança i els teoremes de Bayes.